# Anubisschrein
Der Anubisschrein stammt aus dem Grabschatz des Tutanchamun (18. Dynastie, Neues Reich). Das Grab (KV62) war am 4. November 1922 im Tal der Könige in West-Theben von Howard Carter nahezu unberaubt entdeckt worden. Das Objekt mit der Fundnummer 261 befindet sich heute als Exponat mit der Inventarnummer JE 61444 im Ägyptischen Museum in Kairo.

## Fundgeschichte

Grundriss von KV62 (Das Grab des Tutanchamun)

Der Anubisschrein befand sich hinter dem unvermauerten Eingang, der von der Grabkammer (J) in die sogenannte „Schatzkammer“ (Ja) führt. Der Schrein mit der darauf liegenden Anubis-Figur stand auf einer Art Schlitten („Palankin“) mit zwei Tragestangen und war nach Westen, dem Jenseits, ausgerichtet. Dahinter stand der Kanopenschrein, der den Kanopenkasten mit den vier Kanopen und den Eingeweidesärgen des Königs enthielt. Während der Arbeiten in der Grabkammer war der Eingang zur „Schatzkammer“ (Store Room) mit Holzbrettern verschlossen worden, um die Gegenstände darin nicht durch die Räumungsarbeiten in der Grabkammer zu beschädigen. Die Untersuchung und Räumung der „Schatzkammer“ begann in der 5. Grabungssaison (22. September 1926 – 3. Mai 1927) und Carter beschreibt den Anubisschrein in seinem Grabungsjournal erstmals am 23. Oktober 1926.

## Anubis-Figur

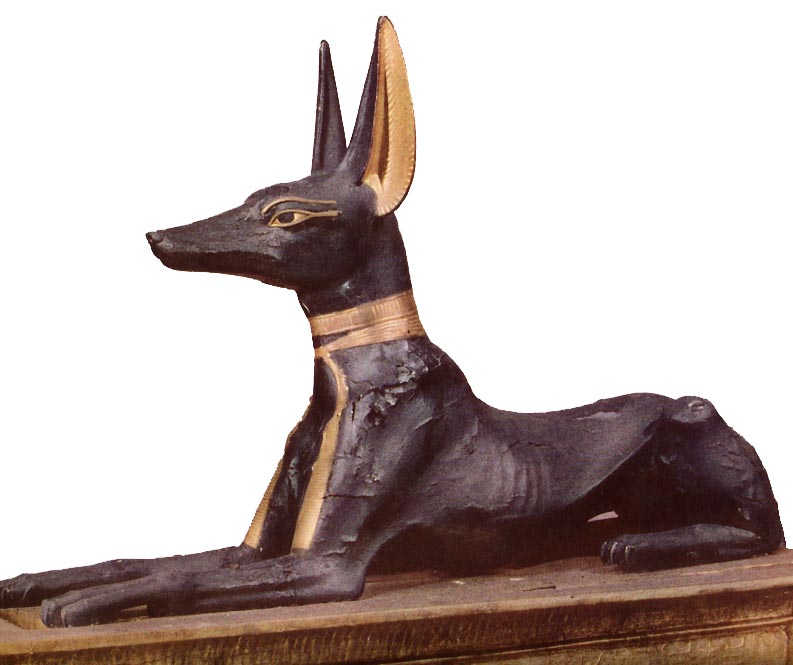

Die Figur des vollständig in Tiergestalt dargestellten Gottes Anubis war auf dem Deckel des Schreins befestigt. Der auf dem Schrein liegende Schakal ist aus Holz gearbeitet, das mit schwarzer Farbe überzogen ist. Aus Blattgold sind die Innenseiten der Ohren, die Augenbrauen, die Lidränder des ruhenden Tieres sowie das Halsband und das um den Hals liegende und geknotete Band, dessen Enden über den Vorläufen des Tieres liegen. Das Weiß der Augen besteht aus Einlagen von Calcit und die Pupillen aus Obsidian. Die Krallen sind aus Silber, das im Alten Ägypten als wertvoller eingeschätzt wurde als Gold.
Die Anubis-Figur war in ein Hemd aus Leinen gehüllt, das der hieroglyphischen Inschrift aus Tinte zufolge aus dem 7. Regierungsjahr von König (Pharao) Echnaton stammt. Darunter fand sich ein sehr feines, gazeartiges Leinentuch, das „vorn am Hals zugebunden war“. Um den Hals der Figur war ein Schal gewickelt, in den zweireihig Lotos- und Kornblumen eingewebt waren und der hinten am Hals des Tieres zu einer Schleife gebunden war.
Zwischen den Vorderpfoten des Tieres lag eine Schreiberpalette mit dem Namen von Echnatons und Nofretetes ältester Tochter Meritaton.
Die Figur des Anubis wurde am 25. Oktober 1926 vom Deckel des Schreins getrennt, um sie einen Tag später zusammen mit dem Schrein auf dem Schlitten (Palankin) durch die Grabkammer unbeschadet aus dem Grab transportieren und ins Labor bringen zu können.

## Schrein

Pektoral mit der Göttin Nut, Ägyptisches Museum Kairo (JE 61944)

Der Schrein ist trapezförmig. Howard Carter bezeichnete ihn in seinen Aufzeichnungen aufgrund der Form als Pylon, wie sie bei den großen Tempeln in Karnak oder Philae zu finden sind. Wie der liegende Schakal ist er ebenfalls aus Holz gearbeitet, mit einer Schicht aus Stuck und schließlich mit Blattgold überzogen. Das Hauptdekor bilden der Djed-Pfeiler, ein Symbol für Dauer und das eng mit dem Gott Osiris verknüpft ist, und der Isisknoten (auch Tit-Amulett), das wie das Anch auch für Leben stehen kann, und ein Symbol der Göttin Isis ist. Diese Zeichen sind auch auf dem äußersten Schrein in der Grabkammer, der drei weitere Schreine und schließlich den Sarkophag des Königs umgab, zu finden. Auf allen Seiten des kleinen Anubisschreins verlaufen Inschriften am oberen Rand (waagerecht) als auch an den Seiten (vertikal). Die Inschriften nennen zwei Erscheinungsformen des Anubis: Imiut (Jmj wt – „Der Umhüller“) und „Chenti-Sech-netjer“ (Ḫntj-sḥ-nṯr – „Der Erste der Gotteshalle“). Am Sockel findet sich keine Inschrift.
Im Inneren des Schreins sind vier kleine Fächer und ein großes Fach eingearbeitet. Trotz Beraubung enthielten sie insgesamt verschiedene Schmuckstücke, Amulette und Gebrauchsgegenstände, deren Verwendung nicht ganz geklärt ist. Howard Carter vermutete in diesen Beigaben einen Zusammenhang mit Ritualen zur Mumifizierung. So fanden sich beispielsweise Miniatur-Rinderschenkel und kleine Figuren in Mumiengestalt. Unter den Amuletten waren unter anderem kleine Figuren des Gottes Thot und eines Falkengottes, der vermutlich Re-Harachte darstellt, sowie ein Papyrus-Zepter. In dem Fach, das den Schmuck enthielt, waren acht Pektorale ohne Ketten und Gegengewicht, die in Leinen gewickelt und mit einem Siegel versehen waren. Vermutlich handelte es sich dabei um Schmuckstücke des Königs oder der der acht Priester, die die Prozession zum Grab begleitet hatten. Bei einem der Pektorale, das die geflügelte Himmelsgöttin Nut zeigt, stellte Howard Carter fest, dass dieses ursprünglich die Namen (Thron- und Eigenname) Echnatons enthalten hatten und für Tutanchamun umgearbeitet worden war.
Von den acht Pektoralen waren in drei Stück Skarabäen aus Stein eingearbeitet. Eines davon ist von Besonderheit, denn es enthält den aus grünem Feldspat bestehenden Herzskarabäus Tutanchamuns mit stilisierten, geöffneten Flügeln zwischen den Göttinnen Isis und Nephthys. Darüber befindet sich die geflügelte Sonnenscheibe (auch Flügelsonne), ein Symbol des Gottes Horus. Auf der Rückseite ist ein Spruch aus dem Totenbuch für das Herz zu lesen, der das Herz des Königs davor warnt, falsches Zeugnis gegen ihn abzulegen. Üblicherweise wurden diese sogenannten Herzskarabäen beim Einwickeln der Mumie mit in die Leinenbinden, meist in Herznähe, eingefügt.

## Verwendung und Bedeutung

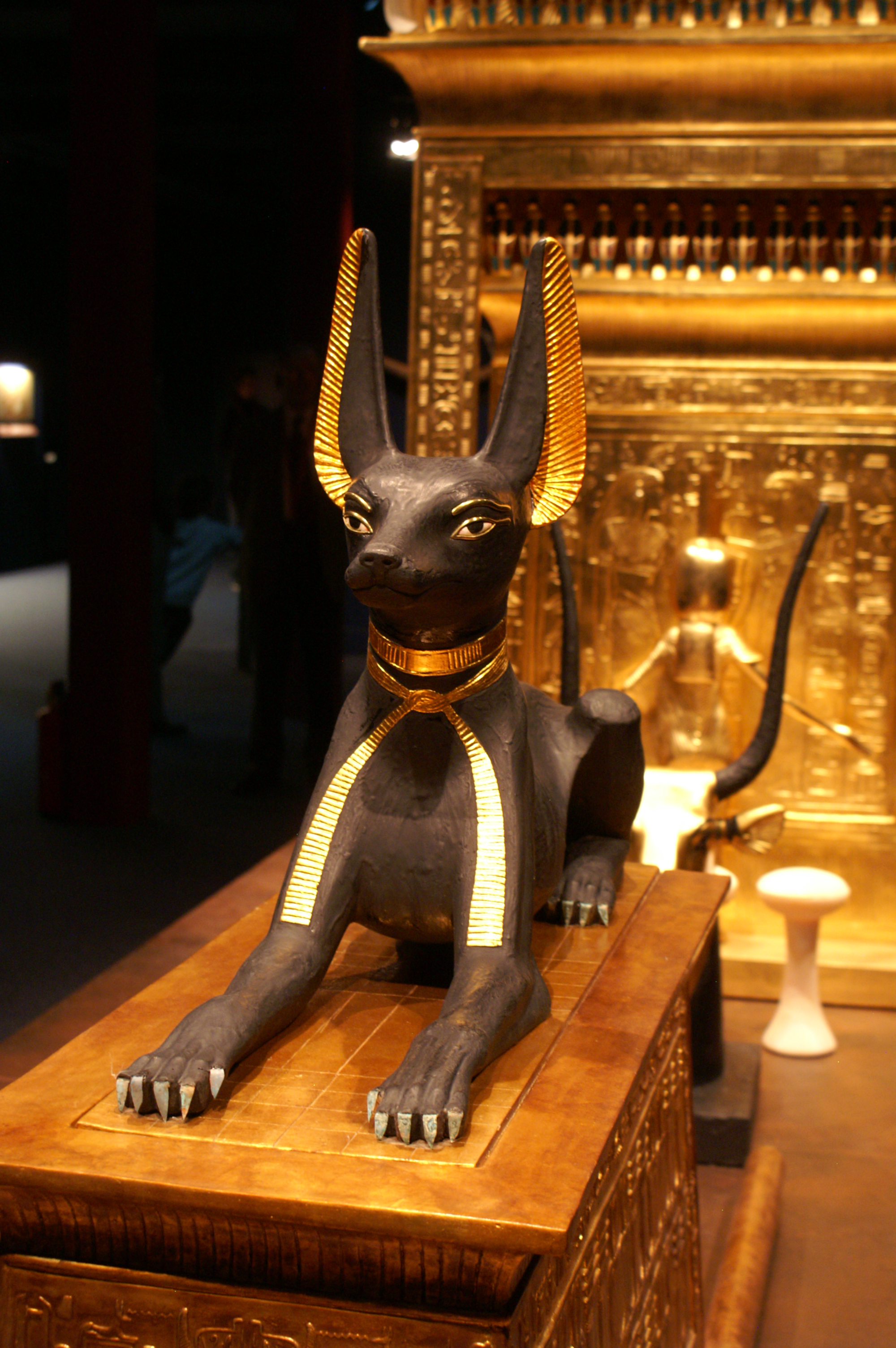
Nachstellung der Fundsituation: Replikat des Anubisschreins, dahinter der Kanopenschrein

Der Schrein befand sich auf einer Art Schlitten, auch als „Palankin“ bezeichnet, der sowohl an Vorder- als auch Rückseite mit jeweils zwei Tragestangen versehen war. Es wird deshalb angenommen, dass der Anubisschrein bei der Begräbnisprozession des Königs verwendet worden und schließlich vor dem Kanopenschrein in der „Schatzkammer“ abgestellt worden war. Dies und die Ausrichtung der Anubis-Figur und des Schreins in Richtung Westen, wo dem altägyptischen Glauben zufolge das Jenseits liegt, weist auf die Rolle des Gottes Anubis als Wächter der thebanischen Nekropole hin. Verdeutlicht wird dies durch einen kleinen Ziegel (Tontafel) aus ungebranntem Ton, auch als Magischer Ziegel bezeichnet, der sich am Eingang zur „Schatzkammer“ vor dem Schrein fand. Dieser Ziegel war somit der fünfte Magische Ziegel im Grab Tutanchamuns. Üblich sind vier, die nach den vier Himmelsrichtungen ausgerichtet sind. Der kleine Ziegel aus ungebranntem Ton war mit einer Miniaturfackel und Holzkohle versehen. Zahi Hawass folgerte, dass der fünfte Ziegel vermutlich den Schatz vor Grabräubern schützen sollte.
Carter zufolge wurde dieser Ziegel nicht ohne Grund am Eingang zur Schatzkammer platziert, da er eine Zauberformel aufwies, die den Verstorbenen schützen sollte:
It is I who hinder the sand from choking the secret chamber, and who repel that one who would repel him with the desert flame. I have set aflame the desert (?), I have caused the path to be mistaken. I am for the protection of the deceased.
„Ich bin es, der den Sand hindert, die geheime Kammer zu ersticken, und der derjenigen zurückweist, der ihn zurückweist mit der Wüstenflamme. Ich habe die Wüste (?) in Flammen gesetzt, ich bin schuld, wenn der falsche Weg genommen wird. Ich bin da zum Schutz des Osiris (des Verstorbenen)“.
So bildete die Inschrift dieses Ziegels den Ursprung für den Fluch des Pharao, die in der damaligen weltweiten Presse in unterschiedlichen Fassungen und nicht in der Originalübersetzung wiedergegeben wurde.
Tatsächlich handelt sich hierbei um einen Absatz des Spruches 151 im Ägyptischen Totenbuch:
„Ich bin es, der den Sand hindert, das Verborgene zu versperren, und der den zurückweist, der sich (selbst) zur Brandfackel der Wüste zurückweist. Ich habe die Wüste in Flammen gesetzt, ich habe den Weg (des Feindes) in die Irre geleitet. Ich bin der Schutz des N.N.“
Von weiterer Bedeutung ist die Figur des auf dem Schrein liegenden Schakals selbst, der in dieser Darstellungsweise als eine Schreibung in Hieroglyphen (Gardiner-Liste, Zeichen E16) für den Gott Anubis steht. Diese Hieroglyphe bezeichnet allerdings auch den Titel „Der über den Geheimnissen ist“, so dass dem Gott vermutlich eine Doppelfunktion im Sinne eines Wächters und als Bewahrer von Geheimnissen zukommt.

## Vergleichbare Darstellungen
Eine ähnlich wie im Grab Tutanchamuns gearbeitete Anubis-Figur fand sich im Grab (KV57) von König Haremhab im Tal der Könige, der jedoch die Einlagen aus Edelstein fehlten.
| V7 |

| V7 |

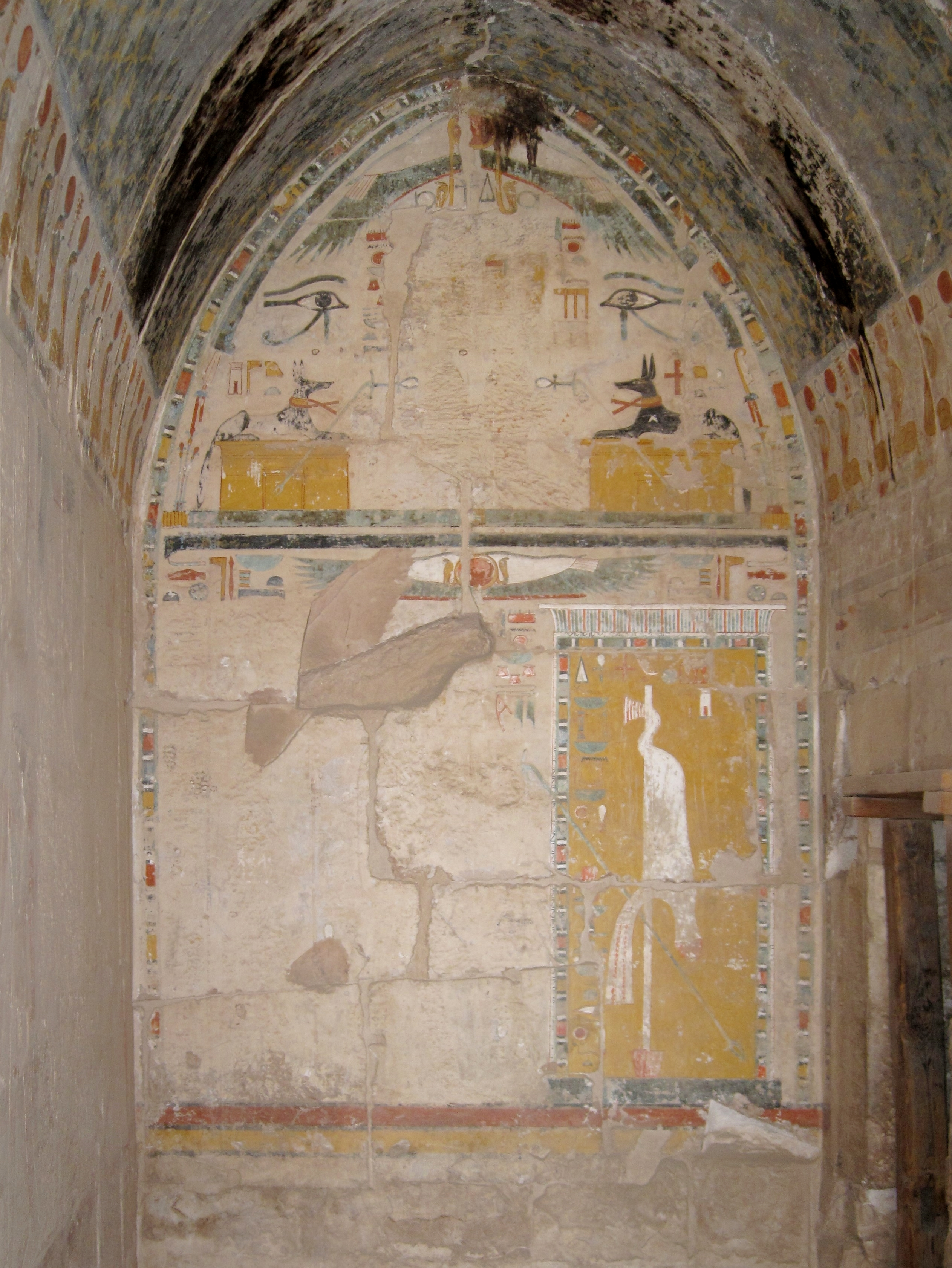
Totentempel der Hatschepsut: liegende Schakale (oberes Drittel) über der Hieroglyphe für Himmel (pet) und der Flügelsonne, darunter ein Imiut
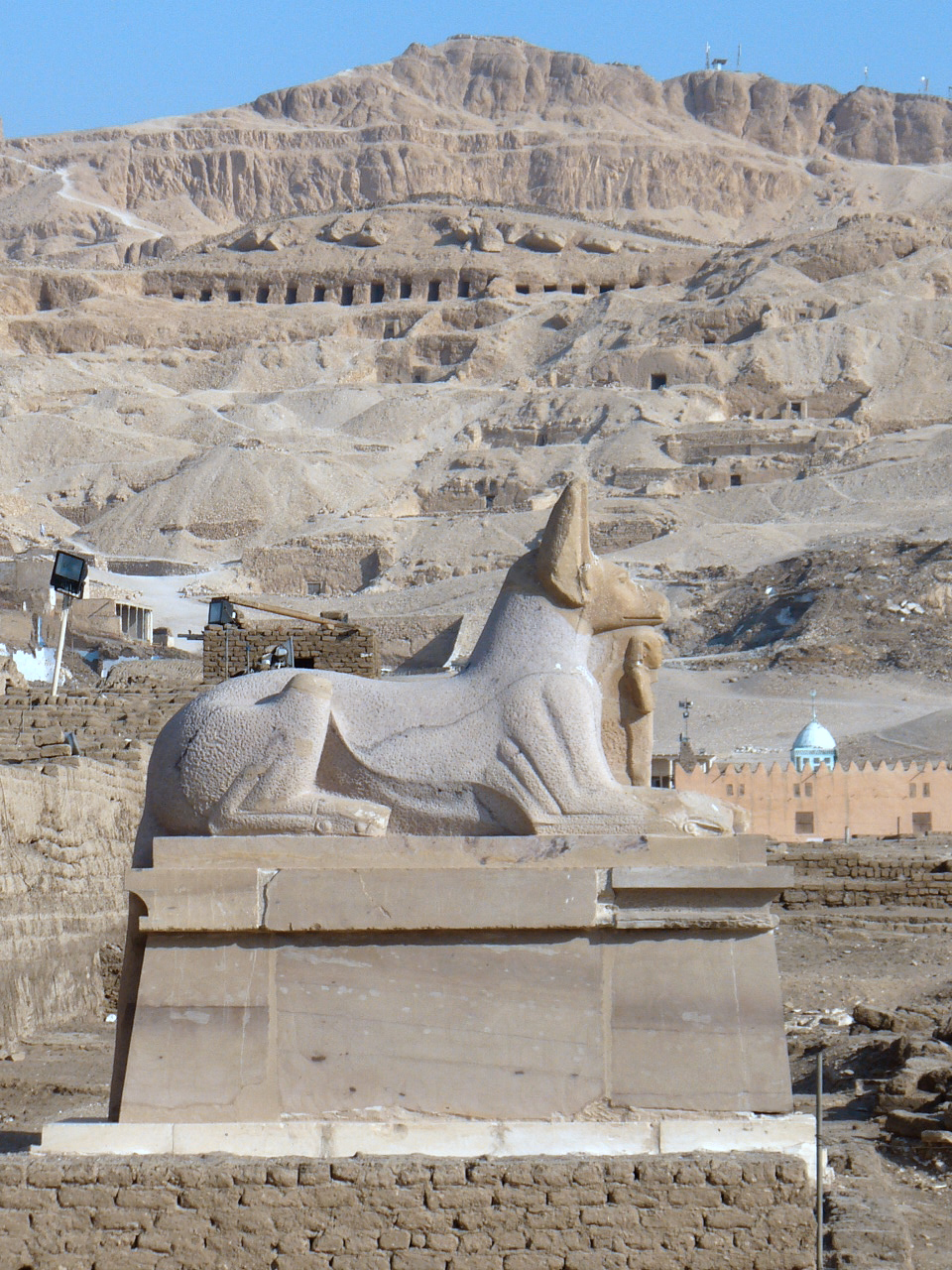
Anubis auf einem Schrein (Ramesseum, Theben-West)
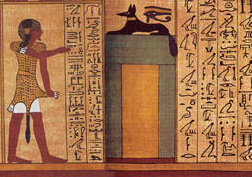
Sem-Priester im Pantherfell vor Anubis (Papyrus des Ani)